# Val-d'Oise
Il dipartimento della Val-d'Oise (Valle dell'Oise in italiano, pronuncia /valdwaːz/) è un dipartimento francese della regione dell'Île-de-France.

## Descrizione
Il territorio del dipartimento confina con i dipartimenti dell'Oise a nord, di Senna e Marna (Seine-et-Marne) a est, della Senna-Saint-Denis, degli Hauts-de-Seine e degli Yvelines a sud e dell'Eure a ovest.
Le principali città, oltre al capoluogo Pontoise, sono Argenteuil e Sarcelles.
Il dipartimento è stato creato il 1º gennaio 1968, grazie all'applicazione di una legge del 10 luglio 1964, in conformità con il decreto d'applicazione del 25 febbraio 1965, a partire dalla parte nord del vecchio dipartimento di Seine-et-Oise.
Il suo capoluogo è Pontoise, che era in precedenza una sotto-prefettura di Seine-et-Oise, ma la prefettura è situata nella vicina città di Cergy, mentre a Pontoise è situata una sottoprefettura. Le due città, unite in seno al nuovo agglomerato urbano di Cergy-Pontoise, fanno parte di un unico arrondissement, quello di Pontoise.
Sarcelles è diventata capoluogo di arrondissement nel 2000, in sostituzione di Montmorency. Quest'ultima ha continuato a ospitare l'amministrazione della sottoprefettura per quattro anni, fino al suo spostamento avvenuto nell'aprile del 2004.
All'interno del territorio del dipartimento si trova l'aeroporto di Parigi Charles de Gaulle.
Dal 1983 viene organizzato un Festival teatrale (Festival du Val-d'Oise), che prevede la partecipazione di compagnie indipendenti e di attori affermati provenienti non solo dal territorio del dipartimento, ma anche da realtà francesi e internazionali.